# Goniurosaurus araneus
Goniurosaurus araneus — вид геконоподібних ящірок родини еублефарових (Eublepharidae). Мешкають в Китаї і В'єтнамі.

## Поширення і екологія
Goniurosaurus araneus мешкають в провінції Каобанг на північному сході В'єтнаму та в провінції Гуансі на півдні КНР. Вони живуть у вічнозелених тропічних лісах, що ростуть серед карстових скель, у сухих, тінистих, скелястих місцевостях. Зустрічаються на висоті від 150 до 500 м над рівнем моря.

## Збереження
МСОП класифікує цей вид як такий, що перебуває під загрозою зникнення. Goniurosaurus araneus загрожує знищення природного середовища та вилов з метою продажу.